# Licínio Azevedo

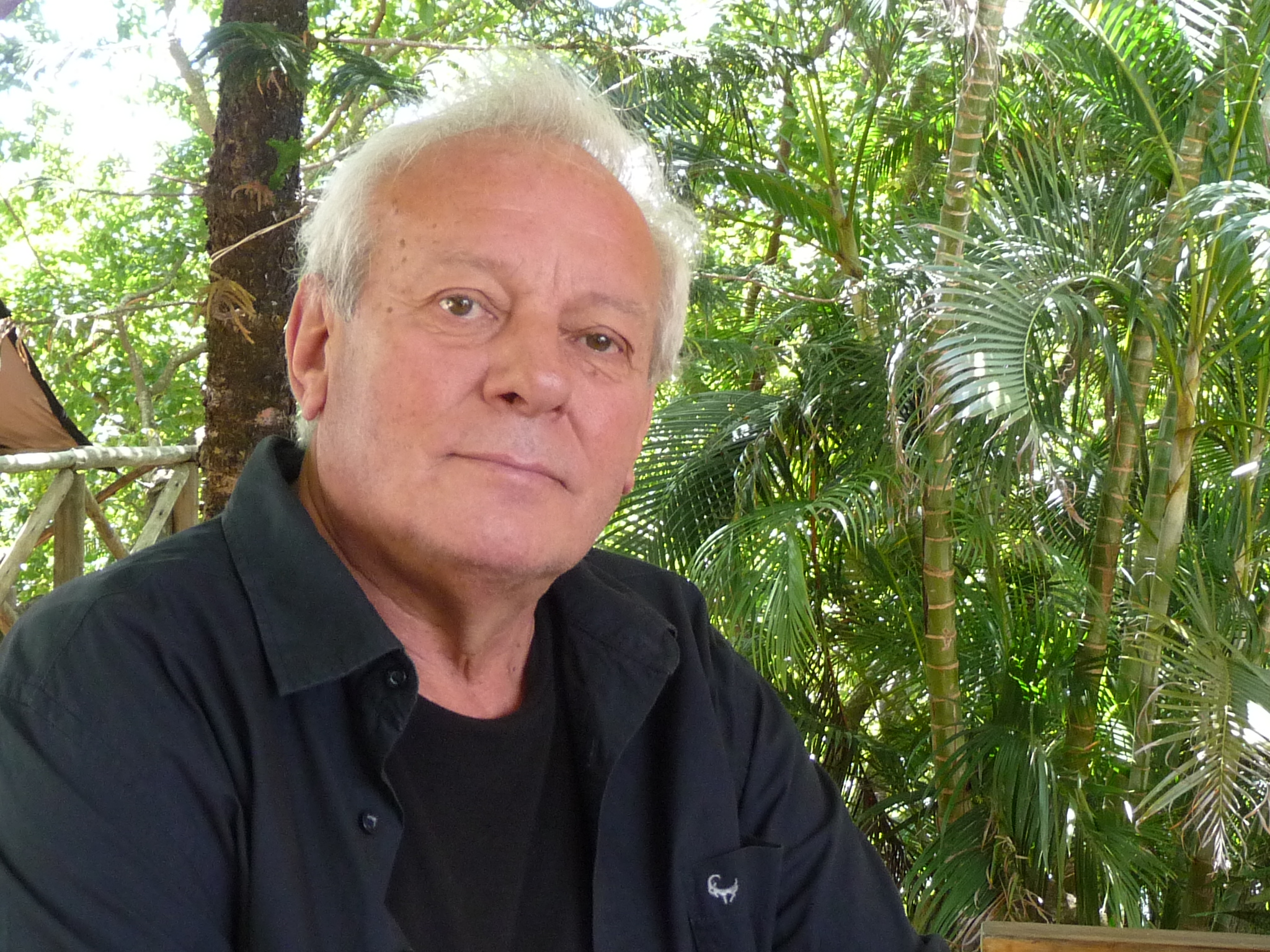
Licínio Azevedo

Licínio Silveira Azevedo, auch Licínio de Azevedo (geboren am 27. Mai 1951 in Novo Hamburgo, Brasilien) ist ein brasilianischer Journalist, Schriftsteller, Drehbuchautor, Regisseur und Filmemacher. Azevedo lebt seit 1978 in Mosambik, wo er zunächst als Schriftsteller und Drehbuchautor bekannt wurde. Seit Anfang der 1990er widmet sich Azevedo vor allem der Produktion von Dokumentarfilmen und gehört zu den führenden Filmemachern des mosambikanischen Kinos.
Azevedos auf gleichnamigem Roman basierender Film Comboio de sal e açúcar lief bei der Oscar-Verleihung 2018 in der Kategorie „Bester ausländischer Film“ und war damit der erste mosambikanische Beitrag überhaupt, der bei den Academy Awards eingereicht wurde.

## Leben

### Ausbildung und Wirken in Brasilien
Licínio Azevedo wurde 1951 in Novo Hamburgo, bei Porto Alegre im Süden Brasiliens, geboren. Später studierte er in Porto Alegre am Colégio Júlio de Castilhos und absolvierte ein Jahr Jura. Später wechselte zu Journalismus und schloss sein Studium 1975 an der PUCRS ab. Noch während seines Studiums begann er als Kriminalreporter bei Zero Hora zu arbeiten, er wechselte später zur Folha da Manhã. Er recherchierte über den Polizeichef Pedro Seelig, den Leiter der Geheimpolizei DOPS von Rio Grande do Sul, dem Folter und Mord vorgeworfen wurde, und wurde so zur Zielscheibe polizeilicher Repression, woraufhin er Rio Grande do Sul verließ.
In der Zeit unternahm Azevedo dutzende Reisen durch Südamerika und berichtete über die Freiheitsbewegungen in Ländern wie Nicaragua, Bolivien, Uruguay, Argentinien und Mexiko. Er engagierte sich in den Studentenbewegungen der 1960er Jahre und war als Journalist für verschiedene regimekritische Zeitungen tätig, u. a. Versus, Movimento, Repórter, Opinião sowie Coojornal.

### Aufenthalt in Guinea-Bissau
1975 entschied sich Azevedo die gerade von Portugal unabhängig gewordenen afrikanischen Kolonien zu bereisen, um die Unabhängigkeitsprozesse zu verfolgen. Er zog 1975 nach Lissabon, mit dem Ziel, nach Angola weiterzugehen, erhielt jedoch kein Visum.
Durch einen Kontakt seiner damaligen Partnerin Maria da Paz Rodrigues, Tochter des Chefredakteurs der kommunistischen Zeitung O Diário, Miguel Urbano Rodrigues, gelang es Azevedo nach Guinea-Bissau zu reisen. Azevedo blieb dort gemeinsam mit seiner Partnerin Rodrigues für zwei Jahre. Azevedo bildete dort unter anderem Journalisten bei der Bissauer Zeitung Nô Pintcha aus. Parallel sammelte er Kriegsgeschichten ehemaliger PAIGC-Kämpfer, auf deren Grundlage er fiktive Erzählungen schuf, die er zusammen mit Rodrigues unter dem Titel Diário da Libertação veröffentlichte.

### Schriftsteller und Drehbuchautor in Mosambik
Über seine Veröffentlichung kam Azevedo in Kontakt mit dem mosambikanisch-brasilianischen Regisseur Ruy Guerra, der ihn umwarb, beim Aufbau des mosambikanischen Films zu unterstützen. Er zog 1978 nach Maputo und begann dort am Instituto Nacional de Cinema als Produktionsassistent und Drehbuchautor tätig zu sein, u. a. für Ruy Guerra wie Jean-Luc Godard. Azevedo blieb auch nach Ausbruch des Bürgerkrieges in dem Land.
Später besuchte er den Norden Mosambiks, an der Grenze zu Tansania, die ersten von der FRELIMO „befreiten Gebiete“. Er blieb drei Monate, um Informationen für ein Drehbuch zu sammeln. Unter anderem schrieb Azevedo dort den Roman Relatos de um povo armado, der 1985 als O Tempo dos Leopardos im Rahmen einer mosambikanisch-jugoslawischen Koproduktion verfilmt wurde.
Zusammen mit Luís Carlos Patraquim produzierte er Texte für Dokumentarfilme und recherchierte nicht nur in Mosambik, sondern auch in Angola. Er schrieb auch mehrere Bücher, darunter Coração Forte mit Geschichten aus dem Kolonialkrieg.

### Filmisches Schaffen
Mit der Einführung des Fernsehens in Mosambik und dem Aufbau des ersten Senders Televisão de Moçambique im Jahr 1981 begann das staatliche Instituto de Comunicação Social mit der Produktion von Bildungs- und Informationsvideos für die ländlichen Zentren. Das bekannteste Programm war „Canal Zero“, das in den frühen Morgenstunden ausgestrahlt wurde, bevor die Bauern zur Arbeit gingen, und alle zwei Wochen im offiziellen Fernsehen gezeigt wurde. Das Instituto betraute Azevedo mit der Produktion. Zusammen mit dem von ihm aufgebauten Team produzierte er dutzenden 10-minütige Dokumentarfilme über Mosambik.
Nach dem Ende des Fernsehprojekts, fünf Jahre später, gelang es Azevedo im Filmbereich zu bleiben und als Regisseur zu arbeiten. Gemeinsam mit Pedro Pimenta und Sol de Carvalho gründete er 1991 Ebano, bis heute bedeutendes Filmproduktionsunternehmen Mosambiks. Er produzierte seitdem mehr als 40 Dokumentarfilme.
Sein Roman Comboio de sal e açúcar (1997), der im Bürgerkrieg in Mosambik spielt, wurde von ihm verfilmt und 2016 auf dem Filmfestival von Locarno gezeigt. Der Film lief bei der Oscar-Verleihung 2018 in der Kategorie „Bester ausländischer Film“ und war damit der erste mosambikanischen Beitrag überhaupt, der bei den Academy Awards eingereicht wurde. Ein weiterer wichtiger Moment in seiner Karriere war die Veröffentlichung von Acampamento de desminagem (2005), einem Dokumentarfilme über die Folgen des mosambikanischen Bürgerkriegs.

## Werke

### Bücher
- mit Maria da Paz Rodrigues: Diário da libertação: A Guiné-Bissau da nova África (= Coleção Testemunhos. Nr. 2). Editora Versus, São Paulo 1977 (portugiesisch, 128 S.).
- Moçambique com os mirage sul-africanos a 4 minutos (= Povo e história. Nr. 1). Global Editora, São Paulo 1980 (portugiesisch, 117 S.).
- Relatos do Povo Armado. Band 1. Cadernos Tempo, Maputo 1982 (portugiesisch, 96 S.).
- Relatos do Povo Armado. Band 2. Cadernos Tempo, Maputo 1983 (portugiesisch, 94 S.).
- Coração Forte. Edições Dinossauro, Lissabon 1995 (portugiesisch, 173 S.).
- Comboio de sal e açúcar. Editora Ndjira, Maputo 1997 (portugiesisch, 168 S.).

### Filme (Beteiligung in unterschiedlichen Rollen)
- 1988: A Colheita do Diabo (Spielfilm)
- 1990: Marracuene (Dokumentarfilm / Kurzfilm)
- 1992: Adeus RDA (Dokufiktion)
- 1995: A árvore dos Antepassados (Spielfilm)
- 1996: A Guerra da Água (Dokumentarfilm)
- 1997: Tchuma tchato (Dokumentarfilm)
- 1998: A Colheita do Diabo (Spielfilm)
- 1998: As Pitas (Spielfilm)
- 1998: Massassani Afela Kwhatini. O homem bom morre longe de casa (Dokumentarfilm / Kurzfilm)
- 1999: A Última Prostituta (Dokufiktion)
- 2001: A Ponte (Dokumentarfilm)
- 2001: The Bridge (Dokumentarfilm)
- 2002: Desobediência (Langfilm, Dokufiktion)
- 2002: Night Stop (Dokumentarfilm)
- 2003: Mãos de Barro (Dokumentarfilm)
- 2005: The Demining Camp (Dokumentarfilm)
- 2006: O Grande Bazar (Spielfilm)

- 2005: Ricardo Rangel – Ferro em brasa (Dokumentarfilm)[3]
- 2007: Hóspedes da Noite (Spielfilm)[4]
- 2007: Ilha dos Espíritos (Dokumentarfilm)
- 2012: Virgem Margarida (Spielfilm)
- 2016: Comboio de Sal e Açúcar (Spielfilm)[5]